# Salpis penai
Salpis penai är en fjärilsart som beskrevs av Frederick H. Rindge 1971. Salpis penai ingår i släktet Salpis och familjen mätare. Inga underarter finns listade.